# 永思陵
永思陵，為中国南宋高宗赵构的陵墓，位于浙江省绍兴市东南17公里的皋埠镇牌口村攒宫茶场内，陵園设有上宫、下宫和地宫，另有宪圣慈烈皇后吳氏祔葬於上宫西北、下宫東南之位。墓在元朝被杨琏真珈掘毁。